# 小行星5980
小行星5980（英語：5980）是一颗围绕太阳公转的小行星。1993年3月26日，上田清二、金田宏在钏路市发现了此天体。
这颗小行星的绝对星等为25.1067780379493等。